# Prix Fearnley
Le prix olympique Fearnley » (Fearnleys olympiske ærespris) est un prix norvégien sportif. Le prix est décerné pour des performances spéciales d'un participant olympique norvégien. Aucun athlète ne peut remporter le prix plus d'une fois.

## Histoire

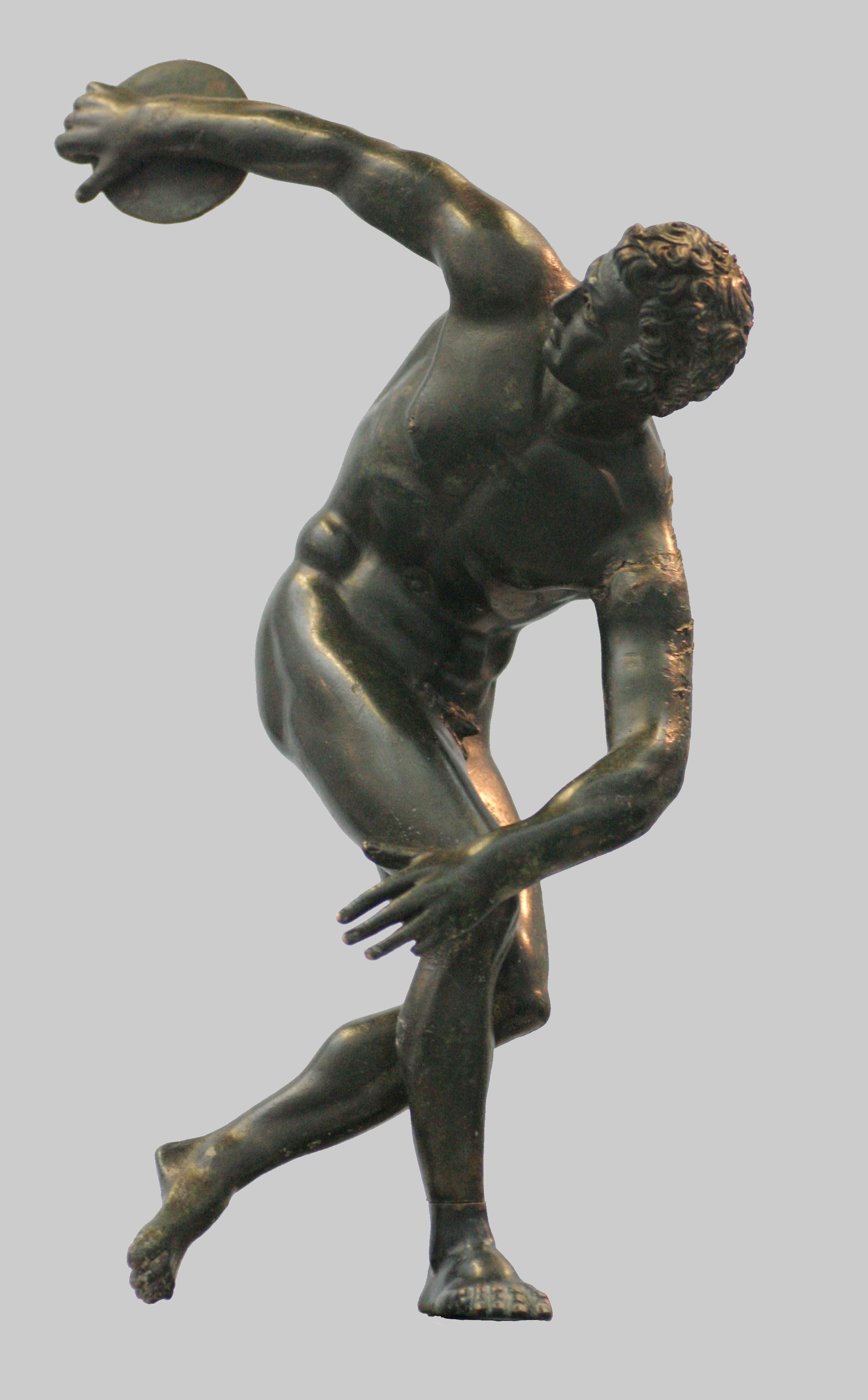
Statue grecque en bronze représentant un lanceur de disque.

Le prix a été lancé par le norvégien armateur Thomas Fearnley (1880–1961) en dans le contexte des Jeux olympiques d'hiver de 1952 à Oslo. Thomas Fearnley a été membre du Comité international olympique de 1927 à 1948 et membre honoraire de 1948 à 1950.
Le prix olympique Fearnley comprend une statue en bronze du sculpteur Per Palle Storm (1910-1994). Il est calqué sur le «Discobole de Myron», la statue Hellénique datant de 460–450 avant J.C.
,
Le Prix olympique Fearnley a été décerné pour tous les éditions des Jeux olympiques depuis 1952, à l'exception des Jeux olympiques d'été de 1964 à Tokyo (où aucune médaille n'a été décernée à la Norvège) et des Jeux olympiques d'été de 1980 à Moscou (qui a été boycottée par la Norvège et d'autres pays).
Les premiers prix sont revenus au patineur de vitesse Hjalmar Andersen (1923–2013) aux Jeux olympiques d'hiver de 1952 à Oslo et au tireur Erling Kongshaug (1915–1993), qui a gagné une compétition très serrée aux Jeux olympiques d'été de 1952 à Helsinki,,.
En 1991, le prix a été décerné à l'officiel du sport norvégien Arne Mollén (1913–2000). Mollén a été président de l'Association norvégienne d'athlétisme de 1953 à 1955, vice-président du Comité olympique norvégien) `` Norges idrettsforbund ) 1965 à 1969 et président de 1969 jusqu'en 1985. Mollén est à ce jour la seule personne à avoir reçu le prix autrement que pour sa participation à une épreuve olympique. Le prix accordé à Mollén était également le seul décerné en dehors des années olympiques,.

## Les gagnants
- Jeux olympiques d'hiver de 1952, Hjalmar Andersen, médaille d'or au 1500, 5000 et 10000 mètres, patinage de vitesse
- Jeux olympiques d'été de 1952, Erling Kongshaug, médaille d'or en tir, 50 m carabine
- Jeux olympiques d'hiver de 1956, Hallgeir Brenden, médaille d'or 15 km en ski de fond
- Jeux olympiques d'été de 1956, Egil Danielsen, médaille d'or au javelot
- Jeux olympiques d'hiver de 1960, Knut Johannesen, médaille d'or au 10 000 mètres patinage de vitesse
- Jeux olympiques d'été de 1960, Peder Lunde, médaille d'or en voile, classe Flying Dutchman
- Jeux olympiques d'hiver de 1964, Toralf Engan, Médaille d'or en saut à ski, grand tremplin
- Jeux olympiques d'été de 1964, non attribué (pas de médailles norvégiennes)
- Jeux olympiques d'hiver de 1968, Ole Ellefsæter, médaille d'or au 50 km et au relais 4 × 10 km, ski de fond
- Jeux olympiques d'été de 1968, Tore Berger, Steinar Amundsen, Egil Søby et Jan Johansen, médaille d'or sur le K4 1000 mètres
- Jeux olympiques d'hiver de 1972, Pål Tyldum, médaille d'or sur le 50 km ski de fond
- Jeux olympiques d'été de 1972, Knut Knudsen, médaille d'or au 4 000 m cyclisme sur piste
- Jeux olympiques d'hiver de 1976, Sten Stensen, Médaille d'or au 5 000 m patinage de vitesse
- Jeux olympiques d'été de 1976, Alf et Frank Hansen, médaille d'or aux  2000 m aviron deux de couple
- Jeux olympiques d'hiver de 1980, Bjørg Eva Jensen, médaille d'or au 3 000 m patinage de vitesse
- Jeux olympiques d'été de 1980, non attribué (boycott norvégien)
- Jeux olympiques d'hiver de 1984, Eirik Kvalfoss, médaille d'or au 10 km en biathlon
- Jeux olympiques d'été de 1984, Grete Waitz, Médaille d'argent sur le marathon
- Jeux olympiques d'hiver de 1988, Erik Johnsen, Médaille d'argent en saut à ski, grand tremplin
- Jeux olympiques d'été de 1988, Tor Heiestad, médaille d'or en tir et Jon Rønningen en lutte (52 kg),
- 1991, Arne B. Mollén Service pour le sport olympique norvégien. Parmi ses services, le président du Comité olympique norvégien de 1969 à 1985.
- Jeux olympiques d'hiver de 1992, Bjørn Dæhlie, médaille d'or au 50 km nage libre, 15 km poursuite et relais 4 × 10 km, ski de fond
- Linda Andersen, Médaille d'or en classe Europe, Jeux olympiques d'été de 1992
- Jeux olympiques d'hiver de 1994, Johann Olav Koss, médaille d'or aux 1 500, 5 000 et 10 000 mètres patinage de vitesse
- Jeux olympiques d'été de 1996, Vebjørn Rodal, médaille d'or au 800 m en athlétisme et Knut Holmann, médaille d'or au kayak K1 1000 mètres
- Jeux olympiques d'hiver de 1998, Ådne Søndrål, médaille d'or au 1 500 mètres patinage de vitesse
- Jeux olympiques d'été de 2000, équipe de Norvège féminine de football, médaille d'or en football et Trine Hattestad, médaille d'or en javelot
- Jeux olympiques d'hiver de 2002, Ole Einar Bjørndalen, sprint médaille d'or 10 km, 20 km individuel, poursuite 12,5 km et relais 4 × 7,5 km biathlon
- Jeux olympiques d'été de 2004, Andreas Thorkildsen, médaille d'or en javelot et  Eirik Verås Larsen, médaille d'or en k-1 1000 mètres
- Jeux olympiques d'hiver de 2006, Kjetil André Aamodt, médaille d'or en Super-G, ski alpin
- Jeux olympiques d'été de 2008, Équipe de Norvège féminine de handball, , médaille d'or en handball et Olaf Tufte médaille d'or en skiff
- Jeux olympiques d'hiver de 2010, Marit Bjørgen, médaille d'or en sprint classique, skiathlon et relais 4 × 5 km en ski de fond
- Jeux olympiques d'été de 2012, Bartosz Piasecki, médaille d'argent en escrime, épée
- Jeux olympiques d'hiver de 2014, Kjetil Jansrud, médaille d'or en super-G, ski alpin
- Jeux olympiques d'été de 2016, Kristoffer Brun et Are Strandli Médaille de bronze en aviron (double de couple poids légers)
- Jeux olympiques d'hiver de 2018, Maren Lundby, médaille d'or en saut à ski.